# La Salle, Italien
La Salle är en stad i Valle d'Aosta i Italien. Kommunen hade 2 056 invånare (2017) och har italienska och franska som officiella språk. La Salle gränsar till kommunerna Avise, Courmayeur, La Thuile, Morgex och Saint-Rhémy-en-Bosses.